# 君の瞳には映らない
『君の瞳には映らない』（きみのめにはうつらない）は、小松未歩の11枚目のシングル。2000年10月18日にGIZA studioより発売された。規格品番はGZCA-1047。

## 概要
- シングル曲としては初めてシンセサイザーやドラムマシンなどの打ち込みを起用した作品。2017年現在でもオフィシャルサイトのトップページに使用されているテンガロンハットを被ったアーティスト写真は、このシングルのものである。
- 「あなたがいるから」「君の瞳には映らない」「Love gone」と、シングル恋愛三部作と題してリリースされた第2弾作品であり、4枚目のアルバム『小松未歩 4 〜A thousand feelings〜』のキャッチコピーである「過去（きのう）の恋、現在（きょう）の恋、未来（あした）の恋がここにあります。」の中では「未来（あした）の恋」に位置する楽曲である。
- 累計売上枚数9万枚。

## 収録曲
全作詞・作曲／小松未歩 全編曲／大賀好修
1. 君の瞳には映らない
テレビ大阪制作音楽番組『アメロク』エンディングテーマ。
出版者:ギザミュージック
2. あなたを愛してくこと
UHF14局ネット厚生年金事業振興団『風に乗って素敵に』テーマソング。
出版者:ギザミュージック
3. 君の瞳には映らない [INSTRUMENTAL]

## 楽曲の収録アルバム
- 『小松未歩 4 〜A thousand feelings〜』(#1)
- 『小松未歩 ベスト 〜once more〜』(#1)